# Блајхероде
Блајхероде (њем. Bleicherode) град је у њемачкој савезној држави Тирингија. Једно је од 32 општинска средишта округа Нордхаузен. Према процјени из 2010. у граду је живјело 6.824 становника. Посједује регионалну шифру (AGS) 16062002.

## Географски и демографски подаци
Блајхероде се налази у савезној држави Тирингија у округу Нордхаузен. Град се налази на надморској висини од 237 метара. Површина општине износи 28,3 km².

## Становништво
У самом граду је, према процјени из 2010. године, живјело 6.824 становника. Просјечна густина становништва износи 241 становника/km².

## Међународна сарадња
| Мјесто | Држава    | Врста сарадње | Од    |
| ------ | --------- | ------------- | ----- |
|        | Француска | партнерство   | 1968. |
| Извор  |           |               |       |